# Polandball
Polandball (Полска топка) е интернет мем, който за първи път е бил създаден от потребители на немския раздел на имиджборда Krautchan.net във втората половина на 2009 г.
Мемът е свързан с многобройни интернет комикси, персонажите на които са различни страни, изобразени като топки боядисани в цветовете на съответните национални знамена. Полтопка / Polandball е първият и най-известен персонаж в тези комикси.
Появяването на Polandball става през август 2009 г. във връзка с водена кибервойна между полски потребители на интернет с другоезични потребители на сайта drawball.com. Сървисът предлага на своите потребители виртуално платно за рисуване във формата на топка, на която може да се рисува, като се използват рисунки, създадени от други потребители. В полската интернет-среда възниква идеята да се нарисува кълбо със знамето на Полша, което е направено от хиляди поляци.
Те успяват да заемат цялото платно, разделяйки го на бяла и червена половина с думата „POLSKA“ по средата. Намесват се и ползватели от имиджборда 4chan, и върху полската рисунка рисуват гигантска свастика.
Съществуват много комикси в стила Polandball за други страни – наричани countryball, но често обозначавани като Polandball.